# リザム・セント・アンズ
 リザム・セント・アンズ(Lytham St Annes) はイングランド・ランカシャーのブラックプールの南にある、リブル川河口のファイルドにあるマリンリゾートである。「Lytham」は「ライサム」と表記される場合もある。人口は2011年の調査で42954人であった。
リザム・セント・アンズには4つのゴルフ場とリンクがあり、その中でも1926年から最近では2012年までに11回全英オープンを開催したロイヤル・リザム・セント・アンズ・ゴルフクラブが一番知られている。全英オープン時には世界中のメディアも含めた訪問者が殺到する。
リザム・セント・アンズはイングランド北部で最も高い所得の住民の住む豊かな地域である。